# Masser af Passer
Masser af Passer (originaltitel: Far och flyg) er en svensk sort-hvid komediefilm fra 1955, skrevet og instrueret af Gösta Bernhard. På rollelisten ses blandt andre Dirch Passer, Åke Grönberg og Irene Söderblom.
Filmen fik premiere den 21. februar 1955 i Sverige og udkom i Danmark måneden efter den 21. marts.

## Handling
Peder er ansat som bagageportør i Stockholm-Bromma Lufthavn. En ting generer dog hans arbejde; han er dybt forelsket i stewardessen Agneta! 
Under sit arbejde har Peder meget svært ved ikke at drømme om sin forelskelse og han drømmer sig ind i flere forskellige helteroller for på den måde at tiltrække sig opmærksomhed fra Agneta. 

## Medvirkende
- Dirch Passer som Peder
- Åke Grönberg som Hagfors
- Irene Söderblom som Agneta Jansson
- Georg Adelly som Albin
- Rut Holm som fru Hermansson
- Stig Johanson som professor Eric Schmunz
- Sven Holmberg som pilot i restauranten
- Sven Lykke som flypassager
- John Melin som Sankt Peter
- Gösta Bernhard som professor Edvardsson
- Ib Schønberg som autografjæger